# Béganne
Béganne (bret. Begaon) – miejscowość i gmina we Francji, w regionie Bretania, w departamencie Morbihan.
Według danych na rok 1990 gminę zamieszkiwało 1351 osób, a gęstość zaludnienia wynosiła 38 osób/km² (wśród 1269 gmin Bretanii Béganne plasuje się na 462. miejscu pod względem liczby ludności, natomiast pod względem powierzchni na miejscu 190.).